# José Reynoso
José Roberto Reynoso Fernandez (7 de julio de 1947-enero de 2002) fue un jinete brasileño que compitió en la modalidad de salto ecuestre. Ganó una medalla de oro en los Juegos Panamericanos de 1967, en la prueba por equipos.

## Palmarés internacional
| Juegos Panamericanos | Juegos Panamericanos | Juegos Panamericanos | Juegos Panamericanos |
| Año                  | Lugar                | Medalla              | Categoría            |
| -------------------- | -------------------- | -------------------- | -------------------- |
| 1967                 | Winnipeg (Canadá)    | Medalla de oro       | Por equipos          |